# Philothamnus battersbyi
Philothamnus battersbyi (лат.) — вид змей из семейства ужеобразных, обитающий в Африке. Видовое латинское название дано в честь английского герпетолога Джеймса Баттерсби (1901—1993).

## Описание
Общая длина достигает 90 см. Туловище тонкое и стройное. Голова слабо отделена от туловища, глаза крупные с золотисто-коричневой радужной оболочкой и круглым зрачком. Окраска полностью изумрудно-зелёная или достаточно блеклая серо-зелёная. Присутствуют голубоватые или белые пятна на нижнем краю каждой чешуйки, особенно когда змея раздувает туловище, принимая защитную позу. Брюшные щитки зеленовато-жёлтого цвета.

## Образ жизни
Населяет увлажнённые участки саванны, редколесья, кустарниковые заросли, часто вблизи рек, озёр, каналов. Ведёт древесный образ жизни. Активна днём. Питается лягушками и ящерицами.

## Размножение
Это яйцекладущая змея.

## Распространение
Обитает в восточной Африке от Эфиопии и Сомали до Танзании.